# Història del llatí

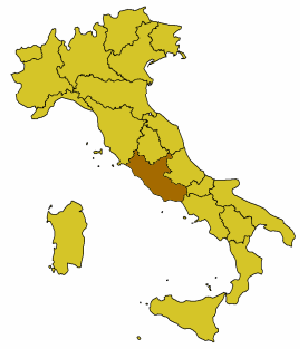
Regió del Laci, origen del llatí

El llatí és una llengua indoeuropea que va ser parlada a l'antiga Roma i, posteriorment, va ser utilitzada per a documentació escrita.
El llatí s'origina poc abans de l'any 1000 aC, al centre de la Península Itàlica. El llatí es va estendre i va ocupar tota la península, fet que anava lligat a la política expansionista i imperialista de Roma.

## Etapes
- Llatí arcaic: es va parlar des dels seus orígens fins al segle ii aC. Aquest període abasta des dels primers testimonis no literaris, escrits en objectes quotidians, fins als primers textos literaris. El llatí arcaic va rebre moltes influències de la cultura i la llengua grega.[2]
- Llatí clàssic: es parlà des del segle i aC fins al segle I dC. Era un llatí consolidat plenament. Representa el període de màxima esplendor de la literatura llatina. Van destacar autors com Ovidi, Titus Livi o Ciceró.[2]
- Llatí postclàssic: variant del llatí parlada entre els segles I i II dC. Durant aquesta etapa va continuar havent-hi grans escriptors en llengua llatina, però utilitzaven un llenguatge farcit de temes i vocabulari populars, arcaics i girs gramaticals (era semblant a una literatura barroca). Amb la desaparició del llatí postclàssic, va acabar la gran època de la seva literatura.[2]
- Llatí tardà: llengua llatina parlada entre el segle III i el segle VII. Amb el llatí tardà va començar la decadència de la llengua. Fou un fet desigual en el conjunt de l'Imperi Romà. Durant els dos segles posteriors, el llatí començà a evolucionar com a conseqüència de les noves conquestes dels pobles germànics.[2]
- Llatí medieval: fou el llatí parlat durant l'edat mitjana, és a dir, entre els segles viii i XIV. Era un llatí que no es parlava, per tant, deixava de ser vulgar. En aquell moment ja havien aparegut les llengües romàniques, utilitzades sovint per la població. Tanmateix, el llatí no va desaparèixer, sinó que va convertir-se en una llengua cultural; era una època en la qual qualsevol que volgués tenir accés a la cultura havia de conèixer i saber parlar i escriure la llengua llatina. És destacable que territoris com Polònia, Noruega, Hongria o Islàndia, que no foren mai territoris amb el llatí com a llengua principal, van fer servir el llatí com a llengua culte.[2]
- Llatí humanístic: parlat a partir del segle XV. Els humanistes agafaren el llatí per a comunicar-se tant en l'àmbit parlat com escrit. Van pretendre imitar els autors llatins clàssics.[2]
- Neollatí: és el llatí del segle xxi. Diferents associacions pretenen rellançar el llatí com a llengua viva de comunicació. El Vaticà és l'únic estat del món on el llatí és llengua oficial. Diversos experts han actualitzat la llengua, creant paraules com res inexplicata volans (OVNI), subligaculum balneare (banyador) o vischium (whisky).[3][4]

## Estrats del llatí
El llatí era una llengua itàlica en què la majoria d'elements gramaticals i la major part del seu lèxic provenien de l'evolució natural de dialectes i parles indoeuropees. L'idioma original dels grups llatins que es van instal·lar a la península Itàlica es va veure influïda pel contacte amb parlants d'altres grups tant indoeuropeus (oscos, umbres, grecs, celtes) com no indoeuropeus (etruscs, cretencs, picens, il·liris i lígurs, entre altres).
Solen distingir tres tipus d'influència sociolingüística:
- Substrat, deguda a parlants que van ser assimilats a la llengua llatina.
- Superstrat, rebuda per part dels pobles que temporalment van sotmetre als llatins.
- Adstrat, provocada pel contacte amb altres pobles.

Aquesta distinció, però, pot no resultar del tot operativa; per exemple, l'etrusc va poder ser a la vegada substrat, adstrat i superstrat, segons l'època a la qual es faci referència.

## Expansió lingüística
En els primers segles de l'antiga Roma, des de la seva fundació al segle iv aC, el llatí era una llengua tosca, que amb prou feines podia tenir manifestacions literàries o científiques; tenia una extensió territorial limitada al voltant de la ciutat de Roma i algunes parts d'Itàlia, i amb una població escassa. Era una llengua bàsicament rural. Així ho demostren les etimologies de molts termes del culte religiós, del dret o de la vida militar. Destaquen els termes stippulare ('estipular'), derivat de stippa ('palla') o emolumentum ('emoluments'), derivat de emolere ('moldre el gra') en el llenguatge del dret.
En aquest sentit, els llatins, ja des de l'època clàssica almenys, parlaven d'un Sermo rusticus ('parla del camp'), oposada al Sermo urbanus, prenent consciència d'aquesta varietat dialectal del llatí. «En el camp llatí es diu edus ('cabrit') el que a la ciutat haedus amb una a afegida com en moltes paraules».
Després del període de dominació etrusca i la invasió dels gals (390 aC), la ciutat va anar estenent el seu imperi per la resta d'Itàlia. A finals del segle iv aC, Roma s'havia imposat als seus veïns de la península Itàlica. Els etruscs van deixar la seva empremta en la llengua i la cultura de Roma, però els grecs, presents a la Magna Grècia, van influir més en el llatí, dotant-lo d'un ric lèxic.
El llatí de la ciutat de Roma es va imposar a altres variants d'altres llocs del Laci, de les que, amb prou feines, van quedar alguns retalls del llatí literari. Això va fer del llatí una llengua amb molt poques diferències dialectals, al contrari del que va passar amb el grec. Es pot qualificar, doncs, al llatí d'una llengua unitària.
Després, la conquesta de noves províncies que engrandiren el territori, primer la de les Gàl·lies per part de Juli Cèsar, fins a la de la Dàcia (Romania) per part de Trajà, va suposar l'expansió del llatí per un immens territori i la incorporació d'una ingent quantitat de nous parlants.
Paral·lelament a l'expansió territorial de Roma, el llatí es va desenvolupar com a llengua literària i com a lingua franca, a la vegada que el grec, que havia tingut aquests papers amb anterioritat. Des del segle ii aC, amb Plaute i Terenci, fins a l'any 200 amb Apuleu apareix una forma de llatí que no té cap variació substancial en un territori ja molt ampli.